# I liga 2003-2004
La I liga 2003-2004 fu la 78ª edizione della massima serie del campionato polacco di calcio, la 70ª edizione nel formato di campionato. La stagione iniziò l'8 agosto 2003 e si concluse l'11 giugno 2004. Il Wisła Cracovia vinse il campionato per la nona volta nella sua storia, la seconda consecutiva. Capocannoniere del torneo fu Maciej Żurawski, attaccante del Wisła Cracovia, con 20 reti realizzate.

## Stagione

### Novità
Dalla I liga 2002-2003 vennero retrocessi in II liga lo Zagłębie Lubin e lo Szczakowianka Jaworzno, sconfitti negli spareggi promozione/retrocessione, il Ruch Chorzów, l'KSZO Ostrowiec Świętokrzyski e il Pogoń Stettino; mentre vennero promossi dalla II liga 2002-2003 il Górnik Polkowice, lo Świt NDM e il Górnik Łęczna, questi ultimi due vincitori degli spareggi promozione/retrocessione, portando così il numero di squadre partecipanti da 16 a 14.

### Formula
Le quattordici squadre partecipanti si affrontavano in un girone all'italiana con partite di andata e ritorno, per un totale di 26 giornate. La squadra prima classificata era campione di Polonia e si qualificava per il secondo turno preliminare della UEFA Champions League 2004-2005. Le squadre classificatesi al secondo e terzo posto si qualificavano per il secondo turno della Coppa UEFA 2004-2005, assieme alla vincitrice della Coppa di Polonia, ammessa anch'essa al secondo turno. Un ulteriore posto veniva assegnato per la partecipazione alla Coppa Intertoto 2004. Le ultime due classificate venivano retrocesse direttamente in II liga, mentre la terzultima disputava uno spareggio promozione/retrocessione con la terza classificata in II liga.

## Squadre partecipanti
| Club             | Città                 | Stagione precedente |
| ---------------- | --------------------- | ------------------- |
| Amica Wronki     | Wronki                | 6º posto in I liga  |
| Dyskobolia       | Grodzisk Wielkopolski | 2º posto in I liga  |
| GKS Katowice     | Katowice              | 3º posto in I liga  |
| Górnik Łęczna    | Łęczna                | 3º posto in II liga |
| Górnik Polkowice | Polkowice             | 1º posto in II liga |
| Górnik Zabrze    | Zabrze                | 7º posto in I liga  |
| Lech Poznań      | Poznań                | 11º posto in I liga |
| Legia Varsavia   | Varsavia              | 4º posto in I liga  |
| Odra             | Wodzisław Śląski      | 5º posto in I liga  |
| Polonia Varsavia | Varsavia              | 8º posto in I liga  |
| Świt NDM         | Nowy Dwór Mazowiecki  | 2º posto in II liga |
| Widzew Łódź      | Łódź                  | 9º posto in I liga  |
| Wisła Cracovia   | Cracovia              | Campione di Polonia |
| Wisła Płock      | Płock                 | 10º posto in I liga |

## Classifica finale
|  | Pos. | Squadra          | Pt | G  | V  | N | P  | GF | GS | DR  |
|  | ---- | ---------------- | -- | -- | -- | - | -- | -- | -- | --- |
|  | 1.   | Wisła Cracovia   | 65 | 26 | 21 | 2 | 3  | 73 | 30 | +43 |
|  | 2.   | Legia Varsavia   | 60 | 26 | 18 | 6 | 2  | 56 | 19 | +37 |
|  | 3.   | Amica Wronki     | 48 | 26 | 14 | 6 | 6  | 47 | 25 | +22 |
|  | 4.   | Dyskobolia       | 46 | 26 | 13 | 7 | 6  | 59 | 31 | +28 |
|  | 5.   | Wisła Płock      | 38 | 26 | 10 | 8 | 8  | 41 | 39 | +2  |
|  | 6.   | Lech Poznań      | 37 | 26 | 10 | 7 | 9  | 43 | 34 | +9  |
|  | 7.   | Górnik Zabrze    | 33 | 26 | 8  | 9 | 9  | 26 | 33 | -7  |
|  | 8.   | Górnik Łęczna    | 33 | 26 | 10 | 3 | 13 | 22 | 38 | -16 |
|  | 9.   | Odra             | 28 | 26 | 8  | 4 | 14 | 27 | 40 | -13 |
|  | 10.  | GKS Katowice     | 26 | 26 | 6  | 8 | 12 | 20 | 42 | -22 |
|  | 11.  | Polonia Varsavia | 25 | 26 | 6  | 7 | 13 | 25 | 40 | -15 |
|  | 12.  | Górnik Polkowice | 23 | 26 | 6  | 5 | 15 | 17 | 37 | -20 |
|  | 13.  | Świt NDM         | 22 | 26 | 5  | 7 | 14 | 21 | 42 | -21 |
|  | 14.  | Widzew Łódź      | 19 | 26 | 4  | 7 | 15 | 25 | 52 | -27 |

Legenda:
      Campione di Polonia e ammessa alla UEFA Champions League 2004-2005.
      Ammessa alla Coppa UEFA 2004-2005.
      Ammessa alla Coppa Intertoto 2004.
 Ammessa allo spareggio promozione/retrocessione.
      Retrocessa in II liga 2004-2005.
Note:
Tre punti a vittoria, uno a pareggio, zero a sconfitta.

## Risultati
|                           | WiC  | Leg  | Ami  | Dys  | WiP  | LcP  | GóZ  | GóŁ  | Odr  | GKS  | Pol  | GóP  | SND  | Wid  |
| ------------------------- | ---- | ---- | ---- | ---- | ---- | ---- | ---- | ---- | ---- | ---- | ---- | ---- | ---- | ---- |
| Wisła Cracovia            | –––– | 1-0  | 2-1  | 3-2  | 3-1  | 4-2  | 2-0  | 4-0  | 2-1  | 5-0  | 4-1  | 2-1  | 4-0  | 3-1  |
| Legia Varsavia            | 4-1  | –––– | 3-1  | 1-1  | 2-0  | 2-1  | 2-0  | 0-0  | 2-1  | 1-0  | 7-2  | 3-0  | 3-1  | 6-0  |
| Amica Wronki              | 2-0  | 0-1  | –––– | 1-0  | 3-2  | 1-0  | 2-0  | 3-2  | 2-1  | 4-0  | 2-0  | 3-0  | 2-2  | 6-0  |
| Dyskobolia                | 1-6  | 2-2  | 1-1  | –––– | 2-2  | 2-4  | 0-0  | 4-0  | 4-0  | 6-0  | 2-2  | 4-1  | 3-1  | 2-0  |
| Wisła Płock               | 4-4  | 2-1  | 3-1  | 0-1  | –––– | 4-4  | 2-1  | 0-0  | 2-0  | 1-1  | 0-0  | 3-0  | 2-0  | 3-1  |
| Lech Poznań               | 2-2  | 0-1  | 0-0  | 1-3  | 4-1  | –––– | 1-2  | 5-1  | 2-0  | 1-2  | 1-0  | 1-0  | 5-1  | 1-1  |
| Górnik Zabrze             | 0-4  | 2-2  | 1-2  | 2-2  | 1-1  | 0-0  | –––– | 0-1  | 3-1  | 1-1  | 1-0  | 1-0  | 1-0  | 3-3  |
| Górnik Łęczna             | 0-1  | 0-3  | 1-0  | 1-0  | 3-1  | 1-2  | 0-2  | –––– | 0-1  | 4-1  | 2-1  | 1-0  | 1-0  | 2-1  |
| Odra                      | 3-2  | 1-1  | 2-2  | 0-2  | 1-2  | 2-0  | 1-2  | 2-0  | –––– | 1-0  | 1-0  | 0-1  | 2-2  | 1-0  |
| GKS Katowice              | 0-2  | 2-4  | 0-0  | 0-4  | 2-0  | 1-2  | 0-0  | 1-1  | 2-0  | –––– | 1-1  | 1-0  | 0-0  | 2-0  |
| Polonia Varsavia          | 2-5  | 0-1  | 1-5  | 3-1  | 0-0  | 1-1  | 2-0  | 3-0  | 1-0  | 1-0  | –––– | 0-1  | 1-0  | 1-1  |
| Górnik Polkowice          | 0-2  | 0-0  | 1-0  | 0-3  | 1-2  | 0-2  | 3-1  | 2-0  | 3-3  | 0-0  | 0-0  | –––– | 1-0  | 2-3  |
| Świt Nowy Dwór Mazowiecki | 1-2  | 1-3  | 0-1  | 0-4  | 1-2  | 1-0  | 0-0  | 1-0  | 3-1  | 2-1  | 2-1  | 0-0  | –––– | 0-0  |
| Widzew Łódź               | 1-3  | 0-1  | 2-2  | 0-3  | 2-1  | 1-1  | 1-2  | 0-1  | 0-1  | 1-2  | 2-1  | 2-0  | 2-2  | –––– |

## Spareggio promozione/retrocessione
|                  | Risultati |                  | Luogo e data              |
| ---------------- | --------- | ---------------- | ------------------------- |
| KS Cracovia      | 4 - 0     | Górnik Polkowice | Cracovia, 19 giugno 2004  |
| Górnik Polkowice | 0 - 4     | KS Cracovia      | Polkowice, 26 giugno 2004 |
|                  |           |                  |                           |

## Statistiche

### Classifica Marcatori
Fonte: 90minut.pl
| Gol |  |  | Giocatore          | Squadra                              |
| --- |  |  | ------------------ | ------------------------------------ |
| 20  |  |  | Maciej Żurawski    | Wisła Cracovia                       |
| 18  |  |  | Ireneusz Jeleń     | Wisła Płock                          |
| 17  |  |  | Marek Saganowski   | Legia Varsavia                       |
| 16  |  |  | Piotr Włodarczyk   | Widzew Łódź (6), Legia Varsavia (10) |
| 15  |  |  | Tomasz Frankowski  | Wisła Cracovia                       |
| 13  |  |  | Piotr Reiss        | Lech Poznań                          |
| 11  |  |  | Paweł Kryszałowicz | Amica Wronki                         |